# Ricania plebeja
Ricania plebeja är en insektsart som beskrevs av Stsl 1865. Ricania plebeja ingår i släktet Ricania och familjen Ricaniidae. Inga underarter finns listade i Catalogue of Life.